# Jaroslav Konvalina
Jaroslav Konvalina (* 27. dubna 1968) je bývalý český fotbalista, obránce. Po skončení aktivní kariéry působí jako trenér na regionální úrovni a v Rakousku.

## Fotbalová kariéra
V československé lize hrál za Dynamo České Budějovice. Nastoupil v 11 ligových utkáních. Gól v lize nedal.

## Ligová bilance

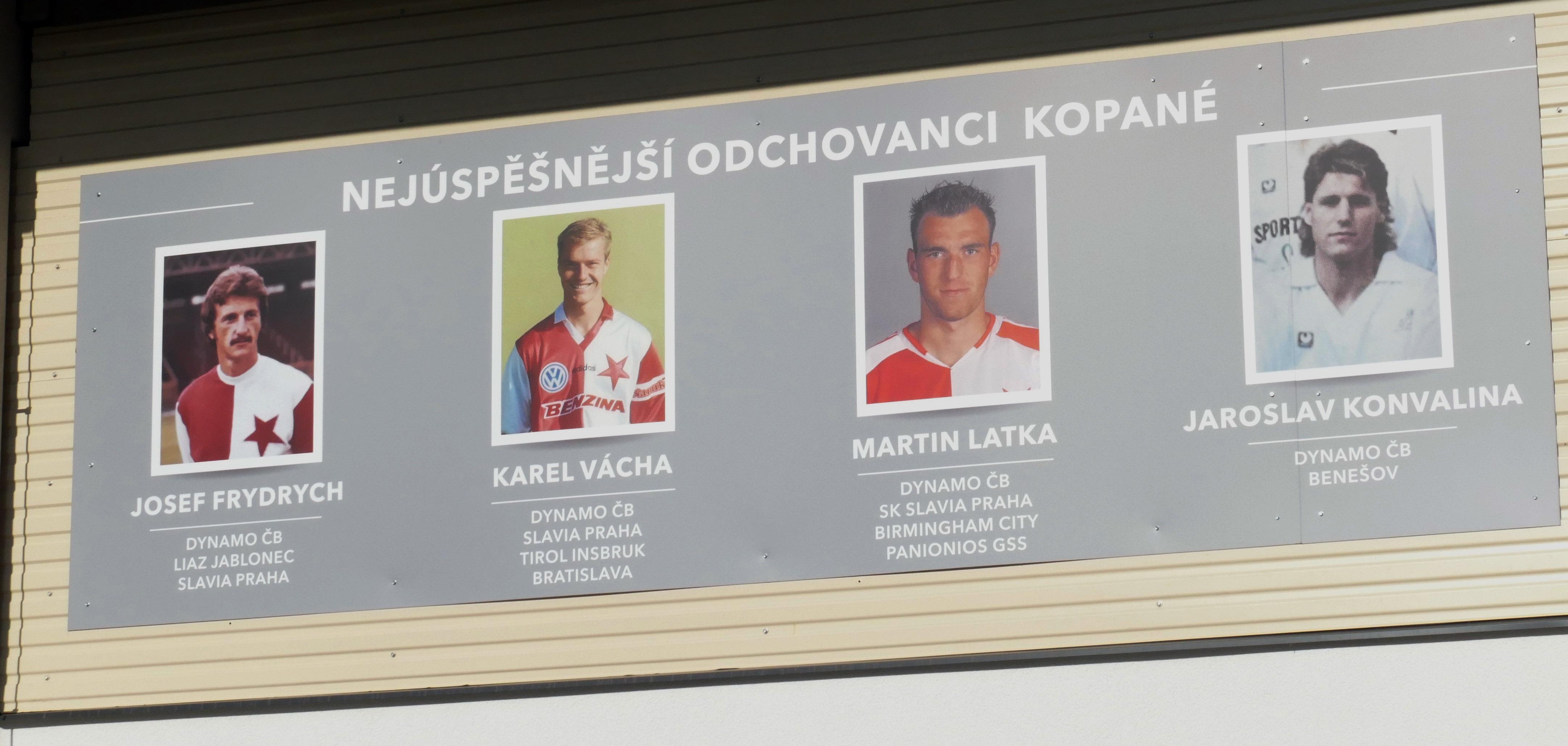
Fotbalisté z Hluboké nad Vltavou

| Ročník                                     | Zápasy | Góly | Klub                    |
| ------------------------------------------ | ------ | ---- | ----------------------- |
| 1. československá fotbalová liga 1991/1992 | 11     | 0    | Dynamo České Budějovice |
| CELKEM 1. liga                             | 11     | 0    |                         |